# Anomis prapata
Anomis prapata är en fjärilsart som beskrevs av Kobes 1983. Anomis prapata ingår i släktet Anomis och familjen nattflyn. Inga underarter finns listade i Catalogue of Life.